# Newberrya pumila
Newberrya pumila là một loài thực vật có hoa trong họ Thạch nam. Loài này được (Greene) Small mô tả khoa học đầu tiên năm 1914.